# 가메라: 작은 용사들
가메라: 작은 용사들(小さき勇者たち~ガメラ~, Gamera The Brave)은 일본에서 제작된 타자키 류타 감독의 2006년 SF, 모험 영화이다. 토미오카 료 등이 주연으로 출연하였고 쿠로이 카즈오 등이 제작에 참여하였다.

## 출연

### 주연
- 토미오카 료
- 츠다 칸지

### 조연
- 카호
- 테라지마 스스무
- 오쿠누키 카오루
- 이시마루 켄지로

## 제작진
- 미술: 하야시다 히로시